# D.M. Cornish
David M. Cornish, född 1972, är en författare från Adelaide, Australien. Han har skrivit Hittebarn, Lärling och Lykttändare, som ingår i trilogin Blodsmärkt. Den tredje boken, Factotum utkom på engelska 2010.

## Fotnoter
1. ↑  Internet Speculative Fiction Database, ISFDB författar-ID: 63231, läst: 9 oktober 2017.[källa från Wikidata]
2. ↑  Libris, Kungliga biblioteket, SELIBR-ID: 322726, läst: 9 oktober 2017.[källa från Wikidata]
3. ↑  Trove, NLA Trove-ID: 642717, läst: 9 oktober 2017.[källa från Wikidata]